# Bokosuka Wars
Bokosuka Wars (ボコスカウォーズ?) è un videogioco di ruolo pubblicato nel 1983 da ASCII Corporation per Sharp X1. Convertito per varie piattaforme, fra cui MSX, PC-88 e Famicom, quest'ultima versione è stata distribuita per Wii tramite Virtual Console.

## Modalità di gioco
Considerato un antenato degli action RPG, il videogioco condivide alcune caratteristiche con i videogiochi strategici, in particolare i tower defense.